# クルガネツ-25
クルガネツ-25（露：Курганец-25）は、ロシア連邦軍の装軌式装甲車両プラットフォーム。よりロシア語の発音に近い「クルガーニェツ-25」とも呼ばれる。

## 概要
クルガネツはBMPシリーズを製造するクルガン機械工場によって開発され、2015年にアラビノ射撃場における戦勝記念パレード訓練で初公開された。同時期に開発されたアルマータやブーメランク、タイフーンと同様に、コンポーネントを共通化することで開発・製造・整備にかかるコストを低減しており、特にアルマータとは多くの部品を共有している。ロシアの北極重視の方針に従い、アルマータやブーメランクなどとともに氷点下60℃でも活動が可能とされ、既存のBMPシリーズなどの装軌式装甲車を置き換える計画である。

## 設計
クルガネツはIED対策のためにソ連・ロシア装甲車両の伝統的な低重心車体から脱却しているが、無人砲塔やRWSの採用によって車高を抑えており、アメリカのM2ブラッドレーより48mm高く、ドイツのプーマより58mm低い程度である。重量は25トンで、ウォータージェット推進によりBMPシリーズのような水上航行も可能である。また、モジュール装甲は脅威に応じて装甲を変更することができる。
2018年現在、歩兵戦闘車（IFV）型のB-11と装甲兵員輸送車（APC）型のB-10の2種類が確認されており、IFV型は乗員のほかに6～7名、APC型は8名の兵員を輸送できる。これら以外に、装甲回収車型・野戦救急車型・自走式対空砲型・自走迫撃砲型・偵察戦闘車型・指揮通信車型・戦闘工兵車なども提案されている。
IFV型に搭載される無人砲塔ブーメランク-BM（DUBM-30 エポック）はT-15やブーメランクと共通の装備で、2A42 30mm機関砲とPKT 7.62mm同軸機関銃、砲塔側面に9M133M コルネット-M対戦車ミサイルを4発搭載している。これらの弾薬は乗員区画から隔離され、生存性を向上させている。APC型は無人砲塔の代わりに12.7mm重機関銃RWSを装備する。さらに、IFV型・APC型とも車体後部ハッチに銃眼を備える。
対戦車ミサイル対抗装備として360°アクティブ防護システムを備え、IFV型は車体と砲塔に、APC型は車体に飛翔体検知器を装備し、自衛用擲弾を発射することによって敵対戦車ミサイルを迎撃する。
クルガネツはBMP-3に比べコンピューター化が進んでおり、目標を画面上で指定するだけで追従監視ができる。コンソールは若い兵士が直感的に操作しやすいものにするため、PlayStationのコントローラーに似たものを採用しているという。

## 派生型
- B-11 - 歩兵戦闘車型（オブイェクト693）
- B-10 - 装甲兵員輸送車型（オブイェクト695）

## 採用国
- ロシア